# Geraldine albán királyné
Geraldine (albán Geraldina vagy Xheraldina, uralkodói címével Mbretëresha Geraldinë/Xheraldinë), születési nevén gróf nagyapponyi Apponyi Géraldine (Budapest, 1915. augusztus 6. – Tirana, 2002. október 22.) albán királyné.

## Családja
A gróf nagyapponyi Apponyi család sarja. Apja nagyapponyi gróf Apponyi Gyula politikus, anyja Gladys Virginia Stewart amerikai milliomosnő. I. Zogu albán király felesége, I. Leka albán trónkövetelő anyja és gróf Apponyi Albert kultuszminiszter, legitimista vezérszónok unokahúga.

## Élete
Tanulmányait az Amerikai Egyesült Államokban és Párizsban végezte. Mivel családja időközben igen elszegényedett, a Magyar Nemzeti Múzeum kioszkjában dolgozott, amikor 1937-ben családja megkérdezte tőle, férjhez menne-e az albán királyhoz, aki hosszabb ideje már feleséget keresett az európai nemesség köréből, hogy dinasztikus terveit véghez vihesse. Egy fénykép alapján a nála jóval idősebb I. Zogu albán király meghívta őt Tiranába szilveszterre, ahol aztán hivatalosan is megkérte a kezét.
Az esküvőt 1938. április 27-én tartották Tiranában. A nagy kulturális különbségek ellenére hamarosan beilleszkedett az udvarba és nagy népszerűségre tett szert a népesség körében is. 1939. április 5-én megszületett a várt trónörökös, Leka herceg is. 1939. április 8-án, Albánia olasz megszállása idején a királyi pár – újszülött fiukkal, Lekával együtt – Görögországba, Törökországba menekült. A második világháború idején Franciaországban, majd Angliában, a buckinghamshire-i Frieth faluban, a Parmoor House kastélyban éltek. Férje sikertelenül próbálkozott egy emigráns kormány létrehozásával. A második világháború után Albániában kikiáltották az Albán Népköztársaságot, így ekkor sem térhettek haza. 1946-tól 1955-ig Alexandriában Farouk (Fárúk) király vendégeiként, 1955-től Párizsban éltek. Férjének 1961. április 9-én bekövetkezett halála után Apponyi Géraldine Madridban telepedett le. Fia I. Leka néven Albánia királyává nyilvánította magát, de az országba ekkor még nem térhetett vissza. 1982-ben a királyi család a Dél-afrikai Köztársaságba költözött, ahol Leka kereskedőházat alapított.
Apponyi Géraldine 2002. június 15-én fiával, menyével és unokájával együtt hazatért Albániába. Az anyakirálynét augusztusban egy francia kórházban ápolták tüdőproblémával, amelyet az orvosok szerint a dél-afrikai fennsíkról Tiranába való költözése okozott. Október 22-én egy tiranai katonai kórházban, 87 éves korában halt meg. Tiranában temették el. Fia, Leka Zogu trónkövetelő 2011-ben hunyt el. Unokája, ifjabb (II.) Leka herceg az albán külügyminisztériumban dolgozik 2007 óta. Dédunokája 2020. október 22-én született és a Geraldine nevet kapta.

## Emlékezete

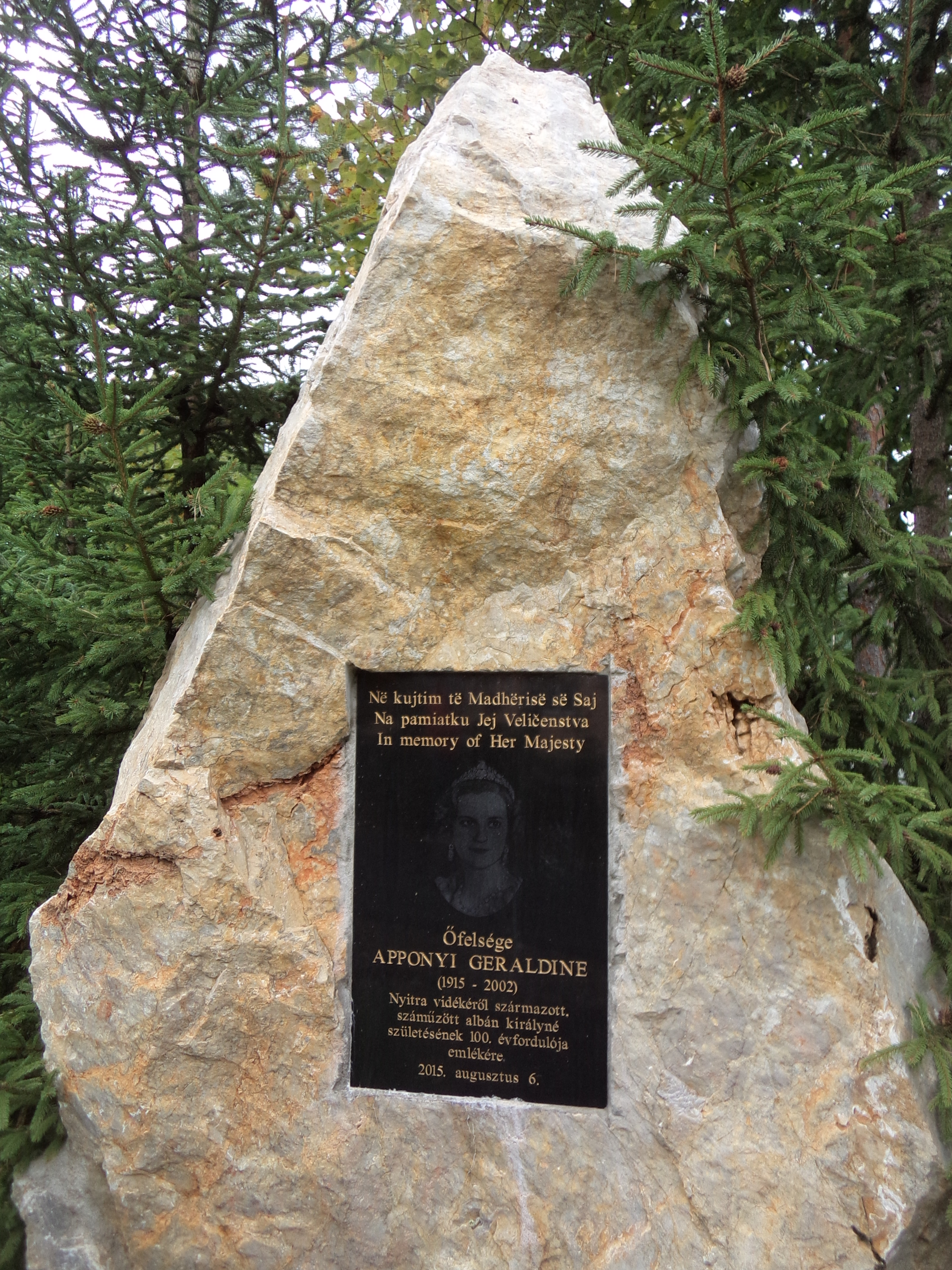
Emléktáblája Alsóbodokon
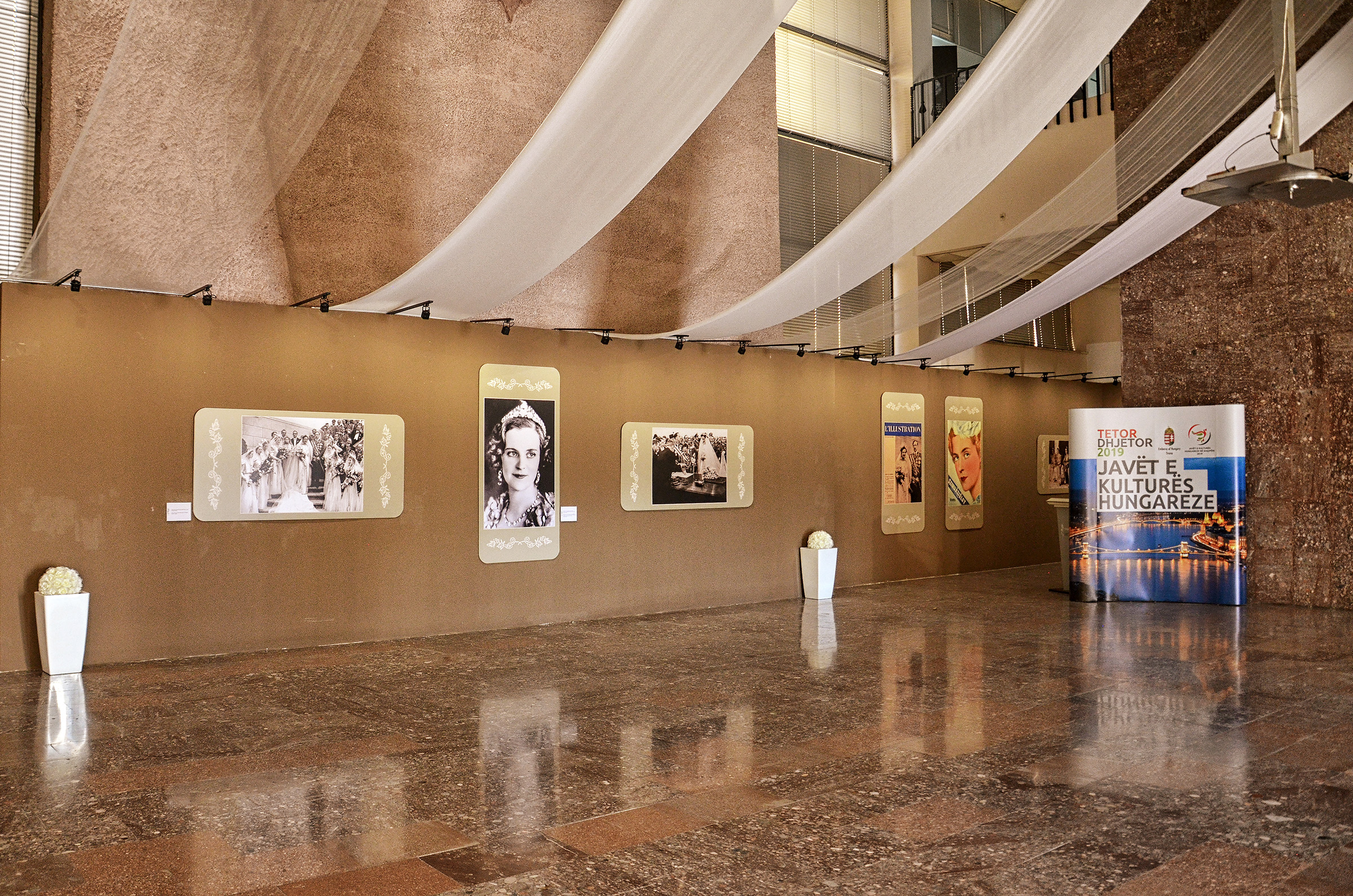
Fényképkiállítása a tiranai Nemzeti Történeti Múzeum aulájában 2019-ben

## Származása
| Geraldine albán királyné (születési nevén: gróf nagyapponyi Apponyi Géraldine) (Budapest, 1915. augusztus 6. – Tirana, 2002. október 22.) | Apja: gróf nagyapponyi Apponyi Gyula (*Nagyappony, 1873. augusztus 15.– Budapest, 1924. május 27.) császári és királyi kamarás, a 13. huszárezred tartalékos századosa, nagybirtokos | Apai nagyapja: gróf nagyapponyi Apponyi Lajos (*Baden bei Wien, Osztrák Császárság, 1849. május 3.–Budapest, 1909. december 11.) császári és királyi udvarnagy, belső titkos tanácsos, kamarás, a Főrendiház örökös tagja,nagybirtokos | Apai nagyapai dédapja: gróf nagyapponyi Apponyi Gyula (*Firenze, 1816. július 5.– Bécs, 1857. február 7.) császári és királyi kamarás, a császári orosz Sztaniszló rend vitéze, nagybirtokos(Szülei:gróf nagyapponyi Apponyi Antal, diplomata, nagybirtokos és gróf Nogarola Terézia)                                                                                    |
| Geraldine albán királyné (születési nevén: gróf nagyapponyi Apponyi Géraldine) (Budapest, 1915. augusztus 6. – Tirana, 2002. október 22.) | Apja: gróf nagyapponyi Apponyi Gyula (*Nagyappony, 1873. augusztus 15.– Budapest, 1924. május 27.) császári és királyi kamarás, a 13. huszárezred tartalékos századosa, nagybirtokos | Apai nagyapja: gróf nagyapponyi Apponyi Lajos (*Baden bei Wien, Osztrák Császárság, 1849. május 3.–Budapest, 1909. december 11.) császári és királyi udvarnagy, belső titkos tanácsos, kamarás, a Főrendiház örökös tagja,nagybirtokos | Apai nagyapai dédanyja: gróf nagymihályi és sztárai Sztáray Zsófia (Kassa, 1822. június 7.– Nagyappony, 1897. szeptember 14.) császári és királyi palotahölgy, csillagkereszteshölgy, a máltai rend tiszteletbeli hölgye (Szülei: gróf nagymihályi és sztárai Sztáray Albert, cs. kir. kamarás, országgyűlési követ, nagybirtokos és gróf nagykárolyi Károlyi Franciska) |
| Geraldine albán királyné (születési nevén: gróf nagyapponyi Apponyi Géraldine) (Budapest, 1915. augusztus 6. – Tirana, 2002. október 22.) | Apja: gróf nagyapponyi Apponyi Gyula (*Nagyappony, 1873. augusztus 15.– Budapest, 1924. május 27.) császári és királyi kamarás, a 13. huszárezred tartalékos századosa, nagybirtokos | Apai nagyanyja: gróf von Seherr-Thoß Margarete (*Grüben, Szilézia, 1848. december 23.– Nagyappony, 1931. június 18.) császári és királyi palotahölgy, csillagkereszteshölgy, I. osztályú Erzsébet-rend hölgye                          | Apai nagyanyai dédapja: gróf von Seherr-Thoß Hermann (Dobra, Opolei vajdaság, 1810. július 3.– Wiesbaden, 1893. május 19.) |
| Geraldine albán királyné (születési nevén: gróf nagyapponyi Apponyi Géraldine) (Budapest, 1915. augusztus 6. – Tirana, 2002. október 22.) | Apja: gróf nagyapponyi Apponyi Gyula (*Nagyappony, 1873. augusztus 15.– Budapest, 1924. május 27.) császári és királyi kamarás, a 13. huszárezred tartalékos századosa, nagybirtokos | Apai nagyanyja: gróf von Seherr-Thoß Margarete (*Grüben, Szilézia, 1848. december 23.– Nagyappony, 1931. június 18.) császári és királyi palotahölgy, csillagkereszteshölgy, I. osztályú Erzsébet-rend hölgye                          | Apai nagyanyai dédanyja: gróf Strachwitz von Gross-Zauche-Camminetz Olga (Kamskienietz, Brandenburg, 1827. augusztus 22.– Dobra, Opolei vajdaság, 1909. július 11.) |
| Geraldine albán királyné (születési nevén: gróf nagyapponyi Apponyi Géraldine) (Budapest, 1915. augusztus 6. – Tirana, 2002. október 22.) | Anyja: Steuart Gladys Virginia (*New York, 1891. július 18.– Aix-en-Provence, Franciaország, 1947. november 19.)                                                                     | Anyai nagyapja: Steuart John Henry (1838–1891) | Anyai nagyapai dédapja: David Steuart, Jr. |
| Geraldine albán királyné (születési nevén: gróf nagyapponyi Apponyi Géraldine) (Budapest, 1915. augusztus 6. – Tirana, 2002. október 22.) | Anyja: Steuart Gladys Virginia (*New York, 1891. július 18.– Aix-en-Provence, Franciaország, 1947. november 19.)                                                                     | Anyai nagyapja: Steuart John Henry (1838–1891) | Anyai nagyapai dédanyja: Margaret Heighe |
| Geraldine albán királyné (születési nevén: gróf nagyapponyi Apponyi Géraldine) (Budapest, 1915. augusztus 6. – Tirana, 2002. október 22.) | Anyja: Steuart Gladys Virginia (*New York, 1891. július 18.– Aix-en-Provence, Franciaország, 1947. november 19.)                                                                     | Anyai nagyanyja: Ramsay Harding Mary Virginia (1870–1950) | Anyai nagyanyai dédapja: Edward Learned Harding (1822–1895) |
| Geraldine albán királyné (születési nevén: gróf nagyapponyi Apponyi Géraldine) (Budapest, 1915. augusztus 6. – Tirana, 2002. október 22.) | Anyja: Steuart Gladys Virginia (*New York, 1891. július 18.– Aix-en-Provence, Franciaország, 1947. november 19.)                                                                     | Anyai nagyanyja: Ramsay Harding Mary Virginia (1870–1950) | Anyai nagyanyai dédanyja: Lucy Booker Ramsay (1839–1906) |